# Pont de Gouédic
Ne doit pas être confondu avec Pont sur la rue de Gouédic, Viaduc ferroviaire du Gouédic ou Viaduc du Gouédic.
Le pont de Gouédic (ou pont de Gouëdic, pont de Gouedic) est un pont doté de 3 arches situé sous la rue de Gouédic à Saint-Brieuc traversant la vallée du Gouédic, et enjambant le ruisseau du même nom.  
Le pont actuel a été édifié en 1745 sous la direction de Daniel Chocat de Grand-Maison, ingénieur rennais et inspecteur général des Ponts et Chaussées de Bretagne,. Il remplace un ouvrage construit entre 1612 et 1645.
Le pont considéré au XIXe siècle comme « le plus bel ouvrage d'art » le long de l'ancienne route royale de Paris à Brest , fut longtemps le point d'accès à la ville de Saint-Brieuc sur cet axe fort fréquenté, jusqu'à la construction des autres ponts sur la vallée : 
- en amont, le viaduc ferroviaire du Gouédic (1862)
- en aval :
  - le pont d'Armor (1962),
  - le viaduc de Toupin (1904),
  - et le viaduc routier de Gouédic (1983) emprunté par la N12.

Le pont de Gouédic a été en grande partie enseveli lors de la construction du parking multi-niveaux qui le jouxte désormais, et seul le tablier du pont et la partie supérieure des arches sont encore visibles. 